# Hubertushöhe
Hubertushöhe är en kulle i Österrike.   Den ligger i distriktet Graz Stadt och förbundslandet Steiermark, i den östra delen av landet, 140 km sydväst om huvudstaden Wien. Toppen på Hubertushöhe är 481 meter över havet.
Terrängen runt Hubertushöhe är kuperad åt nordväst, men åt sydost är den platt. Runt Hubertushöhe är det mycket tätbefolkat, med 1 692 invånare per kvadratkilometer.. Närmaste större samhälle är Graz, 4,2 km öster om Hubertushöhe. 
Runt Hubertushöhe är det i huvudsak tätbebyggt.